# 春斯基区
春斯基区（俄语：Чунский район）是俄罗斯联邦伊尔库茨克州下辖的一个区，其行政中心为春斯基。据2016年统计，该区的人口为33641人。